# Plumería

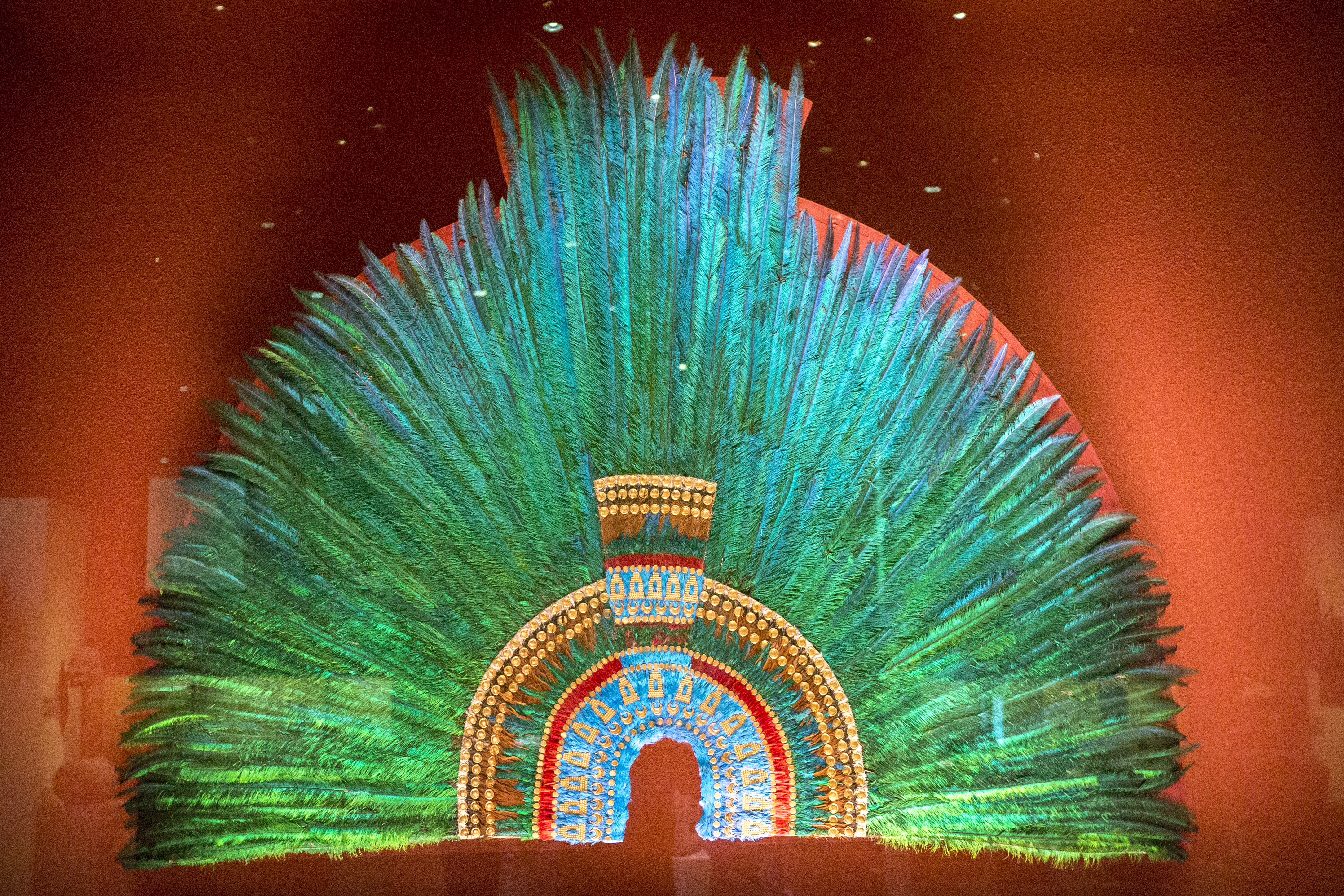
Coiffe de plumes de Moctezuma II, exposée au Musée national d'anthropologie de Mexico.

La plumería, ou artisanat de la plume, est une technique artistique et décorative importante des périodes préhispanique et coloniale de l'actuel Mexique. Bien que les plumes soient appréciées et que les œuvres de plumes soient créées dans le monde entier, celles réalisées par les spécialistes, appelés amantecas (es), impressionnent les conquérants espagnols, ce qui permet un échange créatif avec l'Europe. Des pièces de plumes prennent des motifs européens au Mexique. Les plumes et les travaux de plumes sont devenus très recherchés par les Européens. L âge d'or de cette technique en tant qu'art est de la veille de la conquête espagnole à environ un siècle plus tard. Au début du XVIIe siècle, il commence à décliner en raison de la mort des anciens maîtres, de la disparition des oiseaux qui fournissent des plumes fines et de la dépréciation du travail artisanal indigène. Les travaux de plumes, en particulier la création de « mosaïques » ou de « peintures » principalement d'images religieuses, restent remarqués par les Européens jusqu'au XIXe siècle, mais au XXe siècle, le peu qui reste est devenu un artisanat, malgré les efforts pour le faire revivre. Aujourd'hui, les objets en plumes les plus courants sont ceux fabriqués pour les costumes de danse traditionnels, bien que les mosaïques soient fabriquées dans l'État de Michoacán et que les huipils garnis de plumes soient fabriqués dans l'État de Chiapas.

## Plumeríamésoaméricaine
L'utilisation de plumes à des fins décoratives est documentée dans de nombreuses régions du monde par le passé. Dans le Nouveau Monde, on sait qu’elle est utilisé à des fins cérémonielles et à des fins de classement, en particulier dans les vêtements du Brésil et du Pérou,. En Mésoamérique, leur utilisation devient très développée avec certains des exemples les plus complexes venant de ce qui est maintenant le centre du Mexique. L'une des raisons en est leur utilisation symbolique et religieuse. Une grande partie de ce symbolisme est née de l'extension du culte du dieu / roi toltèque Quetzalcóatl, représenté sous la forme d'un serpent couvert de plumes de quetzal. Quetzalcoatl aurait découvert de l'or, de l'argent et des pierres précieuses. Lorsqu'il fuit Tula, il relâche toutes sortes d'oiseaux qu'il élevait,. Le dieu principal aztèque, Huitzilopochtli, est associé au colibri. Son origine provient d'une boule de fines plumes qui est tombée sur sa mère, Coatlicue, et l'a imprégnée. Il est né entièrement armé d'un bouclier de plumes d'aigle, d'un plumage fin à la tête et sur la sandale gauche.
Les plumes ont la même valeur que le jade et le turquoise en Méso-Amérique. Ils sont considérés comme ayant des propriétés magiques comme symboles de la fertilité, de l'abondance, de la richesse et du pouvoir, et ceux qui les utilisent sont associés à des pouvoirs divins. La preuve de l’utilisation remonte au moins aux Mayas, avec des représentations de ceux-ci sur les peintures murales de Bonampak. Les Mayas élèvent également des oiseaux en partie pour les plumes,. Des groupes toltèques fabriquent des objets à plumes à partir de plumes noires et blanches d'origine locale. L'utilisation la plus développée des plumes en Mésoamérique est parmi les Aztèques, les Tlaxcaltecs et les Purepechas. Des plumes sont utilisées pour fabriquer de nombreux types d’objets comme des flèches, des fouets, des éventails, de coiffes compliquées et de beaux vêtements. Sous le règne du dirigeant aztèque Ahuizotl, des plumes plus riches des régions tropicales arrivent dans l'empire aztèque avec un quetzal et les plus belles plumes utilisées par le règne de Moctezuma II. Des plumes sont utilisées pour les boucliers de cérémonie et les vêtements des guerriers-aigles aztèques, qui sont complètement recouverts de plumes. Les plumes habillent également les idoles et les prêtres. Moctezuma demande de l'aide aux Purépechas contre les Espagnols en envoyant des cadeaux comprenant des plumes de quetzal. Parmi les Purépechas, les plumes sont utilisées de la même manière pour les boucliers de cérémonie, les boucliers, les doublets pour les cazoncis (en) ou souverain et les vêtements de cérémonie en plumes pour les prêtres, les guerriers et les généraux. Pour déclarer la guerre, les Purépecha montrent du bois recouvert de plumes à leurs ennemis et envoient des plumes vertes d'une grande valeur aux alliés et aux alliés potentiels. Les soldats qui sont morts à la guerre sont enterrés avec des plumes,. 

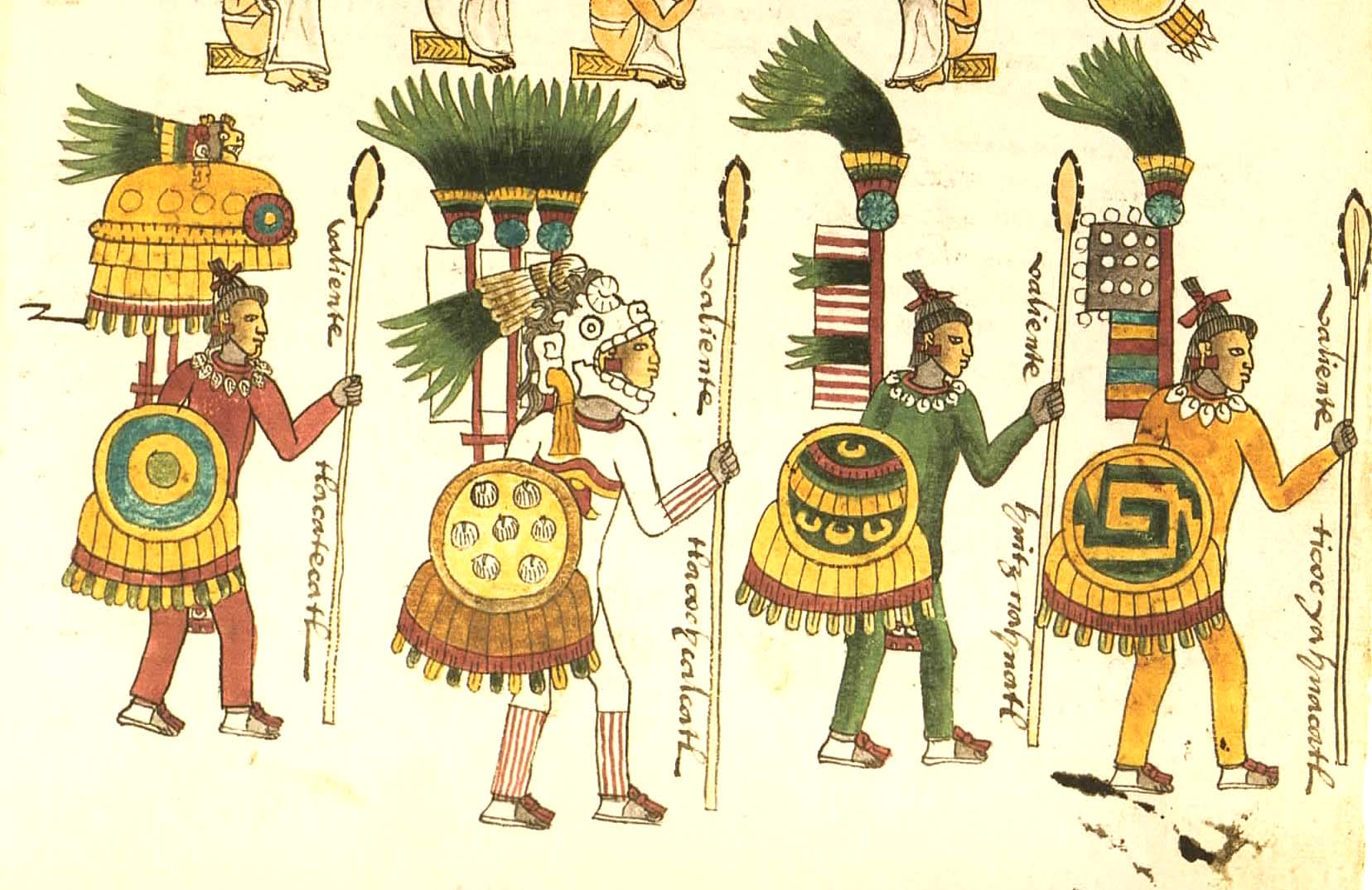
Guerriers aztèques avec des boucliers à plumes et autres engins du codex de Mendoza.

Des plumes provenant de sources locales et lointaines sont utilisées, en particulier dans l'empire aztèque. Elles sont obtenues à partir d'oiseaux sauvages, de dindes et de canards domestiques, les plus belles plumes provenant du Chiapas, du Guatemala et du Honduras, obtenues par le commerce et le tribut. Elles fonctionnent comme une sorte de monnaie avec les fèves de cacao et constituent un article de commerce apprécié en raison de leur valeur et de leur facilité de transport sur de longues distances et des relations étroites qui s'établissent entre commerçants et ouvriers des plumes. Certaines zones doivent rendre hommage aux plumes crues et d’autres aux produits finis en plumes, mais aucune zone n’est nécessaire pour fournir les deux. Cuetzalan (en) rend hommage à Moctezuma sous la forme de plumes de quetzal. La demande est si forte qu'elle conduit à l'extinction locale des quetzals dans cette région, ne laissant que le nom d'un arbre local, quetzalcuahuitl, où les oiseaux se cachent.
Les plumes les plus importantes du centre du Mexique sont les longues plumes vertes du quetzal resplendissant, réservées aux divinités et à l'empereur. L'une des raisons de leur rareté est que quetzals ne peuvent pas être domestiqués, ils meurent en captivité. Au lieu de cela, des oiseaux sauvages sont capturés, plumés et relâchés. D'autres oiseaux tropicaux ont également été utilisés. Bernardino de Sahagún dresse une liste des espèces utilisées pour les plumes fines, dont beaucoup sont maintenant menacées ou éteintes localement. Ceux-ci incluent le trogon de montagne, la belle cotinga, la spatule rosée, le piaye écureuil, guit-guit saï, le toucanet émeraude, le héron agami, le motmot à tête rousse, le motmot à sourcils bleus, le guiraca bleu, l'aigle royal, le grand aigrette, l'ara militaire, l'ara rouge, l'amazone à tête jaune, le cassique de Montezuma et les plus de 53 espèces de colibris qu'on au Mexique,. 

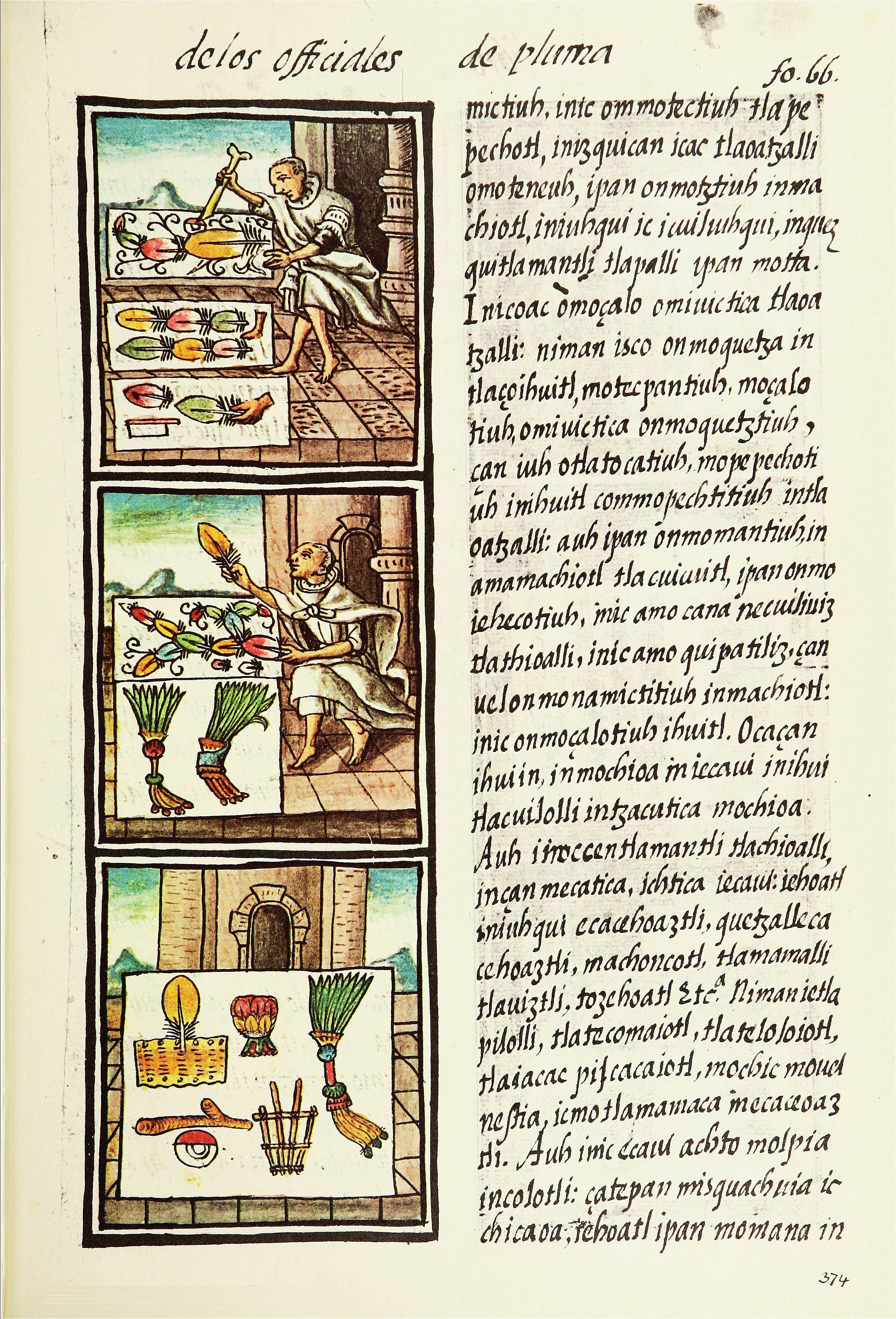
Ouvriers qualifiés (amanteca). Codex florentin, livre IV.

Dans la société aztèque, la classe qui crée les objets en plumes s'appelle amanteca (es), du nom du quartier Amantla à Tenochtitlan où ils vivent et travaillent,. Les amantecas ont leur propre dieu, Coyotlinahual (en), qui a des compagnons appelés Tizaua, Mamiocelotl et Mamiltochtli. Ils honorent également les divinités féminines Xiuhtlati et Xilo,. Les filles des amantecas deviennent généralement des brodeuses et des teinturières à plumes, les garçons étant destinés à la fabrication d’objets en plumes. Les amantecas sont une classe d'artisans privilégiée. Ils ne rendent pas hommage ni  ne sont obligés d'accomplir un service public. Ils ont une bonne autonomie dans la gestion de leurs affaires. Le travail des plumes est si prisé que même les fils de la noblesse en apprennent quelque chose pendant leurs études. La sophistication de cet art est visible dans des pièces créées avant la Conquête, dont certaines font partie de la collection du musée d'ethnologie de Vienne, telles que la Coiffe de Moctezuma, le blason de cérémonie et le grand éventail fouet. D'autres exemples importants, tels que les boucliers, se trouvent dans les musées de Mexico. 

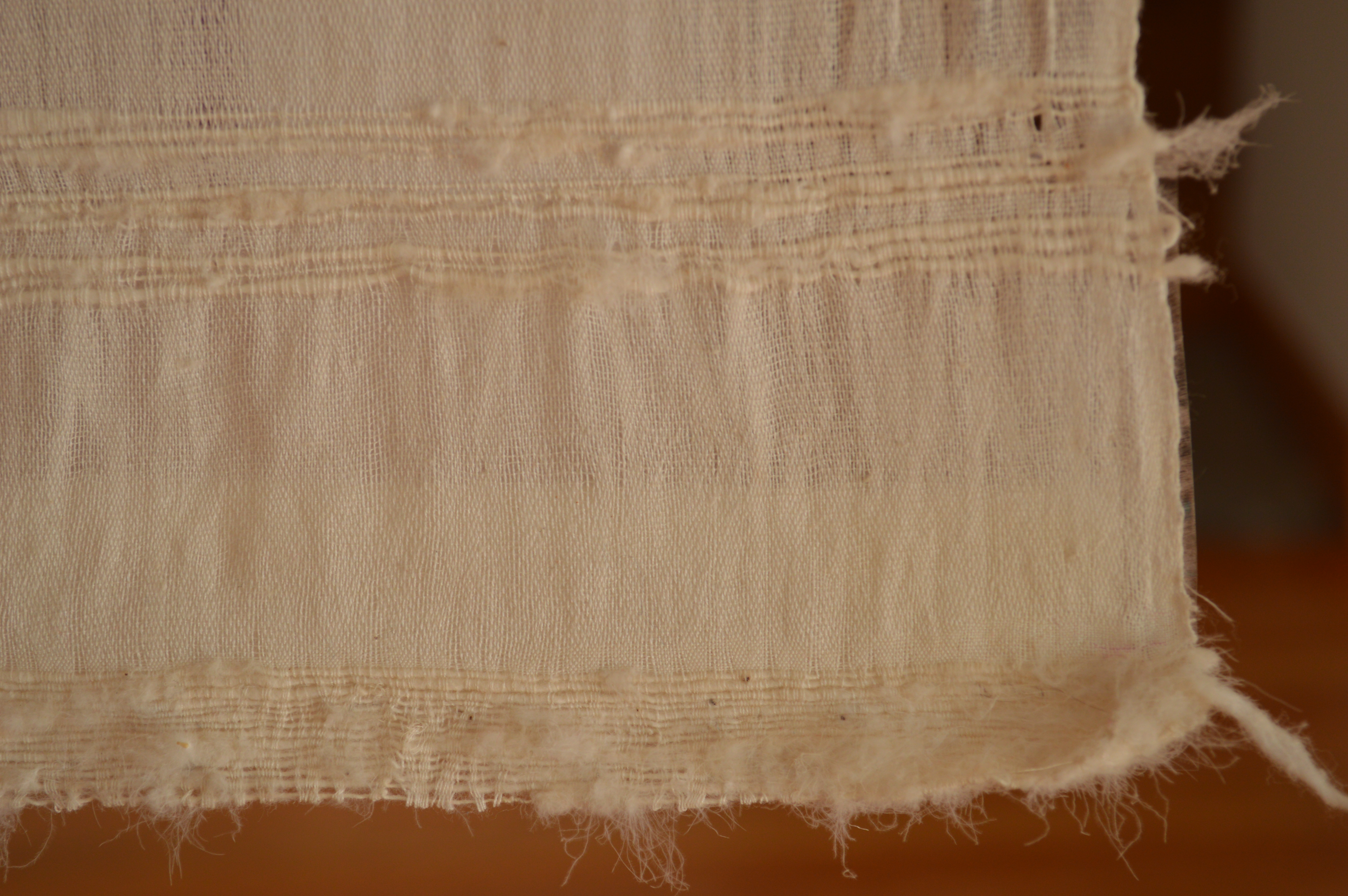
Gros plan d'un drap tissé de coton et de plumes au Centro Cultural de España en México à Mexico.

Le Codex florentin fournit des informations sur la création des plumes. Les amantecas ont deux façons de créer leurs œuvres. L'une consiste à fixer les plumes en place à l'aide d'une corde d' agave pour des objets tridimensionnels tels que les fouets, les éventails, les bracelets, les coiffes et d'autres objets. La seconde, plus difficile, est une technique de type mosaïque, que les Espagnols appellent également  « peinture à la plume ». Celles-ci sont réalisées principalement sur des boucliers de plumes et des capes pour idoles,. Les mosaïques de plumes sont des arrangements de minuscules fragments de plumes d’une grande variété d’oiseaux, généralement travaillés sur un support en papier, fabriqués à partir de coton et de pâte, puis eux-mêmes collés avec du papier d'amate, mais d'autres types de papier conviennent aussi bien,. Ces travaux sont réalisés en couches avec des plumes communes, des plumes teintes et des plumes précieuses. Un modèle est d'abord fabriqué avec des plumes de qualité inférieure et les plumes précieuses se trouvent uniquement sur la couche supérieure,. L'adhésif pour les plumes de l'époque mésoaméricaine est fabriqué à partir de bulbes d'orchidées. 

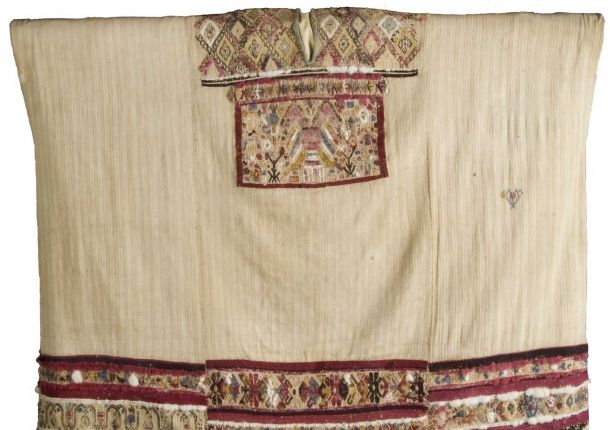
Huipil de La Malinche avec des bordures de fil brodés.

Parfois, les plumes sont teintes et parfois, de fines lignes ou des points sont peints sur les plumes elles-mêmes. Dans certaines des pièces les plus précieuses de l’art aztèque, les plumes sont combinées avec de l’or et des pierres précieuses. L'art des plumes doit être protégé de la lumière, qui atténue les couleurs et des insectes qui les mangent. Des conservateurs sont fabriqués avec plusieurs types de plantes, mais on utilise aujourd'hui des insecticides commerciaux.
Une autre façon d'utiliser les plumes consiste à créer des vêtements ornés de plumes ou de fil, créés par filature de lambeaux de coton et de plumes. Les vêtements des guerriers-aigles sont complètement recouverts de plumes. Le tissu confectionné à partir de celles-ci est privilégié par la noblesse, hommes et femmes, ce qui les distingue des roturiers,. On sait peu de choses sur l’incorporation de plumes dans le tissu à l’époque mésoaméricaine. Le seul vestige de cette pratique est la fabrication de huipils de mariage dans la ville de Zinacantán au Chiapas. Bien que les recherches montrent que cette pratique est issue de celle de Mésoaméricaine, elle est toujours différente. Le tissu à plumes mésoaméricains est fait de fil de fibre de coton et de plumes faites sur un métier à lanière arrière, alors que les huipils de mariage actuels incorporent des plumes dans du fil de coton commercialement filé,.

## Découverte européenne de laplumería
Quand les Espagnols sont arrivent au Mexique, ils sont impressionnés par les espèces d'oiseaux de la région et l'utilisation de plumes. Hernán Cortés reçoit parmi ses cadeaux, des plumes de Moctezuma. Dès 1519, il envoie des boucliers, des coiffes et des ornements en Espagne. En 1524, Diego de Soto revient en Espagne du Nouveau Monde. Parmi les cadeaux offerts au roi Charles V figurent des œuvres d'art, notamment des plumes, telles que des boucliers avec des scènes de sacrifice, des serpents, des papillons, des oiseaux et des écussons. En 1527, Cortés envoie en Asie trente-huit pièces de ce que l'on appelle du travail à la plume,.
Après la Conquête, l'art de travailler avec des plumes survit, mais à une moindre échelle et ses utilisations changent. L'usage rituel païen prend fin avec l'évangélisation chrétienne, avec quelques œuvres survivantes véhiculant des thèmes religieux chrétiens. L'utilisation de plumes à la guerre reste également. La création de mosaïques, dont beaucoup sont créées et envoyées en Europe, au Guatemala et au Pérou, est aussi conservée. Les mosaïques sont même envoyées en Asie, mais on en sait peu sur ce commerce. Les plumes exotiques elles-mêmes sont exportées en Europe et utilisées pour orner les chapeaux, les chevaux et les vêtements.
L'importance de la plumería et l'impression qu'elle donne aux Espagnols est relatée dans des documets des espagnols, dont Hernán Cortés, Francisco de Aguilar, Bartolomé de las Casas, Bernal Díaz del Castillo, Gonzalo Fernández de Oviedo et Valdés, Francisco López de Gómora, Pierre Martyr, Bernardino de Sahagún et Andres de Tapia. L'expertise mexicaine est également appréciée. Bien que l'art des plumes soit également fabriqué en Asie, il n'est pas valorisé aux XVIe et XVIIe siècles par rapport à celui du Mexique.

## Plumeríaaux thèmes chrétiens

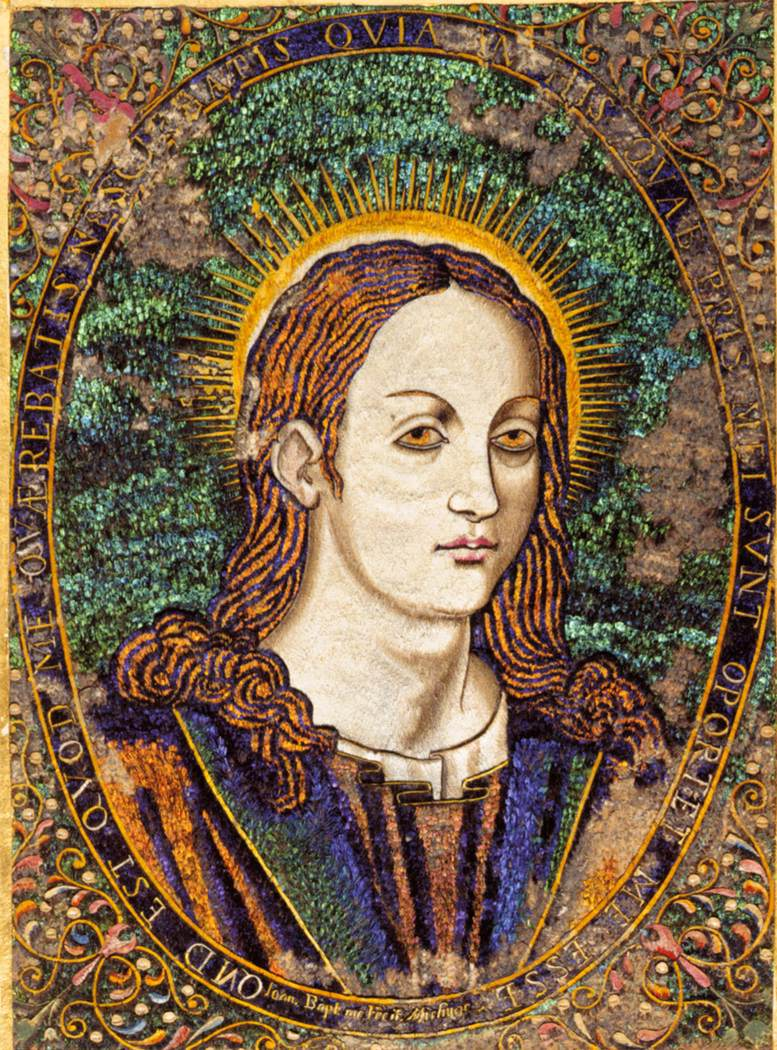
Portrait du Christ fait de plumes de colibris et de perroquets par Juan Bautista Cuiris.

Le travail des plumes et la conquête mènent à un échange créatif de la conquête aux environs de 1800. L'évangélisation ajoute des thèmes chrétiens au travail des plumes, notamment la fabrication d'objets rituels. Les amantecas (es) créent des images religieuses chrétiennes quelques mois après l’arrivée des conquistadors, destinés à la fois à l’Europe et à l’Asie. Les premières images d'inspiration chrétienne connues dans le travail des plumes sont faites pour des bannières, sur un tissu de coton avec un imprimatur, sur lequel le dessin est fait. Ils ont un support composé de très fins tapis de palme ou de jonc, liés avec de la ficelle ou des lianes végétales. Le Codex Huejotzingo (en) décrit la fabrication d'une bannière de plumes et d'or, première indication du travail de plumes avec des images chrétiennes.
Au début, les Espagnols répriment le travail des plumes dans le cadre de leurs efforts pour éliminer la vieille religion. Cependant, ils changent rapidement de tactique et emploient les ouvriers des plumes pour créer des images chrétiennes. Ces nouvelles œuvres sont appelées « mosaïques de plumes » en raison des petites pièces de plumes utilisées. La plupart sont dans le style baroque, car les artistes copient des images importées d'Espagne. Après la Conquête, des plumes de colibris sont utilisées pour orner des images du Christ à Michoacán, telles que des sandales en agave dans des plumes de colibri fabriquées à Tzintzuntzan,. Des artisans indiens fabriquent et offrent des croix et des chandeliers ornés de plumes vertes appelées quezalli. Des images de plumes à petite échelle et des pendentifs servant d'amulettes protectrices sont également réalisés.
Les mosaïques du XVIe siècle sont faites avec des plumes de différentes tailles combinées avec des bandes de papier. Au fil des ans, les plumes deviennent plus petites, les compositions plus harmonieuses et les motifs plus subtils, avec l'ajout de feuilles d'or et de pinceaux colorés. Les images de base sont européennes mais la bordure présente des traces de motifs  préhispaniques. L'iconographie des images de plumes se concentre sur les fondateurs et les saints patrons, ainsi que sur des personnages liés aux différents ordres religieux. Ceux-ci ont toujours suivi les recommandations du Concile de Trente et souvent au style dominant. Des articles religieux à plumes sont envoyés en Europe, notamment à plusieurs papes de Rome. Un certain nombre d'entre eux sont réofferts à d'autres nobles et, pour cette raison, peuvent être trouvés dans divers musées de diverses régions d'Europe. Les travaux sur plumes deviennent un élément populaire de la collection de rois, d'empereurs, de nobles, du clergé, d'intellectuels et de naturalistes du XVIeau XVIIIe siècle, avec des pièces atteignant les tribunaux de Prague, le château d’Abras, El Escorial et diverses autres villes d’Europe. Certains vont même jusqu'en Chine, au Japon et au Mozambique. 

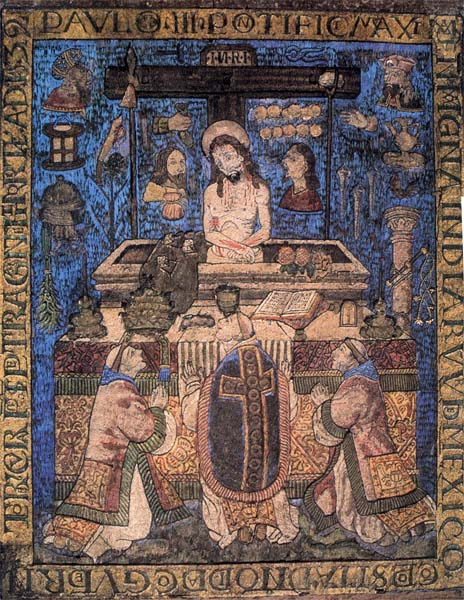
La messe de saint Grégoire, plumes sur panneau de bois, le plus ancien travail de plumes daté à sujet chrétien. Fait par ou pour Diego Huanutzin, neveu et gendre de Moctezuma II, pour offrir au pape Paul III, daté de 1539, maintenant au musée des Jacobins à Auch, en France.

En plus des images, des plumes sont utilisées pour orner les vêtements des prêtres tels que les chasubles, les capes de pluie et les mitres. On fait également des décorations de plumes pour les autels et les couvents d'église. Des mitres à plumes et d'autres vêtements sont envoyés et offerts aux évêques européens, en particulier dans le sud de l'Europe, et sont utilisés lors de la messe. Bien qu'il n'y ait aucune trace écrite qui indique que cette utilisation des vêtements à plumes est le résultat de l'influence mexicaine, ils n'apparaissent qu’après le milieu du XVIe siècle. Des gravures européennes sont utilisées comme modèle pour les images de plumes créées pour les mitres que l'on peut encore trouver à Milan, Florence et New York. Cependant, ces images chrétiennes et d'autres ne sont pas des copies exactes, car des éléments de plusieurs impressions sont combinés et même des motifs préhispaniques apparaissent dans certaines. Ces mitres constituent une innovation dans le langage pictural de l'église, car les vêtements eux-mêmes ajoutent une sorte de pouvoir grâce à leur magnificence.
Les écoles de monastères du Mexique, en particulier celles dirigées par les franciscains et les augustiniens, enseignent le travail des plumes, notamment la création de mosaïques de plumes,. Les compétences de ces artistes sont importantes au début, ils sont même capables de reproduire la calligraphie latine. « Sacras de Ambras » au Kunsthistorisches Museum en est un exemple important. Ici, les plumes noires sont collées sur un ruban de petites plumes blanches. Un domaine particulièrement remarquable du travail de la plume coloniale est à Pátzcuaro, dans l'état de Michoacán. Ces ouvriers conservent nombre des anciens privilèges des ouvriers des plumes pré-hispaniques.
Les plumes mésoaméricaines inspirent des œuvres européennes telles que le Libro di piume (Le Livre de la plume) de Dionisio Minaggio, le jardinier du gouverneur de Milan, qui apprend la technique et crée des reproductions d'oiseaux dans ses régions, ainsi que des portraits d'acteurs de la Commedia dell'arte. D'autres artistes tels que Tommaso Ghisi et Jacopo Ligozzi utilisent également cette technique pour créer des œuvres pour les collections des Médicis, Aldrovandi, Settala et Rodolphe II de Prague. Ulisse Aldrovandi décrit la création de mosaïques en plumes comme un « seuil entre l'art et la science ».

## Plumería1600-1900
L 'âge d'or du travail des plumes mexicaines dure jusqu'au tout début du XVIIe siècle, date à laquelle il décline parce que les anciens maîtres ont disparu. À cette époque, la demande pour le travail diminue également, parce que les Espagnols commencent à dédaigner l’artisanat autochtone et la peinture à l’huile devient la préférée pour la production d’images religieuses,.
Au XVIIe siècle, les images réalisées avec les plumes deviennent plus variées, notamment la Vierge de Guadalupe et celles de la mythologie européenne, en particulier pour les femmes,. Les techniques sont modifiées pour inclure une profusion de bandes de papier sur les mosaïques, remplaçant l'utilisation antérieure des garnitures en or. Il existe une image de la Vierge de Guadalupe qui est complètement en plumes. Bien qu’elle soit vêtue de la manière habituelle, l’image manque de nombreuses décorations et de symboles qui sont maintenant standard. Cela peut indiquer qu'il s'agit de l'une des premières copies de l'image. Une autre pièce importante du XVIIe siècle décrit l'Assomption de Marie, qui se trouve maintenant au Musée de l'Amérique à Madrid.
La technique subit de nouvelles modifications au XVIIIe siècle, peut-être parce qu’elle n'est plus faite que par les indigènes. Les travaux sur plumes sont complétés par l'utilisation de peinture à l'huile pour représenter des personnes (en particulier les visages et les mains), des paysages et des animaux, ainsi que de minuscules bandes de papier et des bordures extérieures,.
Au XIXe siècle, l'art disparaît pratiquement avec une activité limitée à Michoacán. Beaucoup sont réalisés avec des plumes bon marché et teintées, des œuvres plus petites avec peu de valeur artistique. Cependant, elles attirent toujours l'attention des visiteurs au Mexique. En 1803, Alexander von Humboldt visite à Pátzcuaro une image en plumes de Notre-Dame de la Santé, qui se trouve maintenant dans un musée allemand. Ses mains et son visage sont faits avec de la peinture à l'huile mais le reste est en plumes de colibri. Le comte Beltrani se rend au Mexique en 1830 et mentionne le travail de plumes du Michoacán dans ses journaux, obtenant deux mosaïques. Frances Calderón de la Barca (en), avec le premier ambassadeur d'Espagne au Mexique, fait remarquer que les mosaïques de saints et d'anges sont dessinées basiquement mais de couleur exquise.
Les religieuses du couvent Santa Rosa de Puebla sont réputées pour leur travail de plumes au XIXe siècle. Plusieurs œuvres remarquables subsistent encore. Au milieu du siècle, la lithographie est introduite au Mexique et certaines estampes sont utilisées comme base pour le travail de plumes, qui ont ensuite été renforcées avec de la tôle. À Puebla, il s’agit d’une technique populaire auprès de personnalités telles que la China Poblana. La dernière innovation dans le métier est l'utilisation de photographies. L'une de ces œuvres utilise une photographie de Juan Arriaga de Yturbe réalisée par Monico Guzman Alvarez de Patzcuaro, en 1895.

## Plumería1900-2000
Au XXe siècle, le travail des plumes existe comme un artisanat plutôt que comme un art. Une des raisons est que la disparition de nombreuses espèces d'oiseaux entraîne un manque de plumes fines.Dans la première moitié du siècle, les images de travail de plumes sont presque exclusivement des cartes postales ou d'autres formes informelles, avec des images de combats de coqs ou d'oiseaux, en plumes de poulet ou de dinde teints. Manuel Gamio tente de faire revivre la nature artistique du travail des plumes. En 1920, il conçoit et supervise la création de deux panneaux muraux, l'un avec un serpent aztèque et l'autre avec un serpent maya, copiés à partir de pièces archéologiques. C'est fait sur de la soie noire avec des plumes de quetzal, des fils d'or, d'argent et de soie. Cependant, le sort de ces œuvres n'est pas connu.
De même, les vêtements en plumes disparaissent presque complètement. Le seul vestige de ceci est l'huipil de mariage fait par les Tzotzils à Zinacatlan, au Chiapas. Cependant, celui-ci a les plumes ajoutées au fil de coton fabriqué commercialement, ancré comme une décoration. Le fil filé de plumes n'est plus fabriqué. Une autre pièce remarquable est une reproduction de la coiffe de Montezuma réalisée pour le Musée d'anthropologie de Mexico.
À la fin du XXe siècle, de nombreux artistes tentent de ramener la technique à une forme d'art. La peintre et tisserande Carmen Padin commence ses recherches sur la technique après avoir entendu Fernando Gamboa se lamenter de sa perte. De 1979 à 1981, elle expose son travail dans différentes villes du Mexique, notamment des robes, des capes, des boucliers et des collages. Cependant, elle doit s'arrêter dans les années 1990 en raison de la difficulté d'obtenir des plumes. Josefina Ortega Salcedo est attirée par cette technique après avoir été informée à ce sujet par le magazine Artes de México. Elle étudie le dessin et la peinture à l'Académie de San Carlos dans le but de les appliquer au travail des plumes. Son travail le plus précieux sur ce support inclut plusieurs portraits, copiés avec précision à partir de photographies. Ses images sont placées sur une base de plumes de couleur claire, disposées à l'aide de découpes de papier crépon et de plumes colorées. Cependant, elle non plus ne travaille plus avec cette technique. Ceux qui continuent à travailler avec elle incluent Elena Sanchez Garrido, qui combine le travail de plume et à l'aquarelle, et Tita Bilbaro qui fait des images de style aztèque et modernes en utilisant des plumes, du sable, du tissu, du cuir, des miroirs et descoquillages. À la fin des années 1980, elle expose son travail à Mexico et dans plusieurs endroits du Nord du Mexique. 

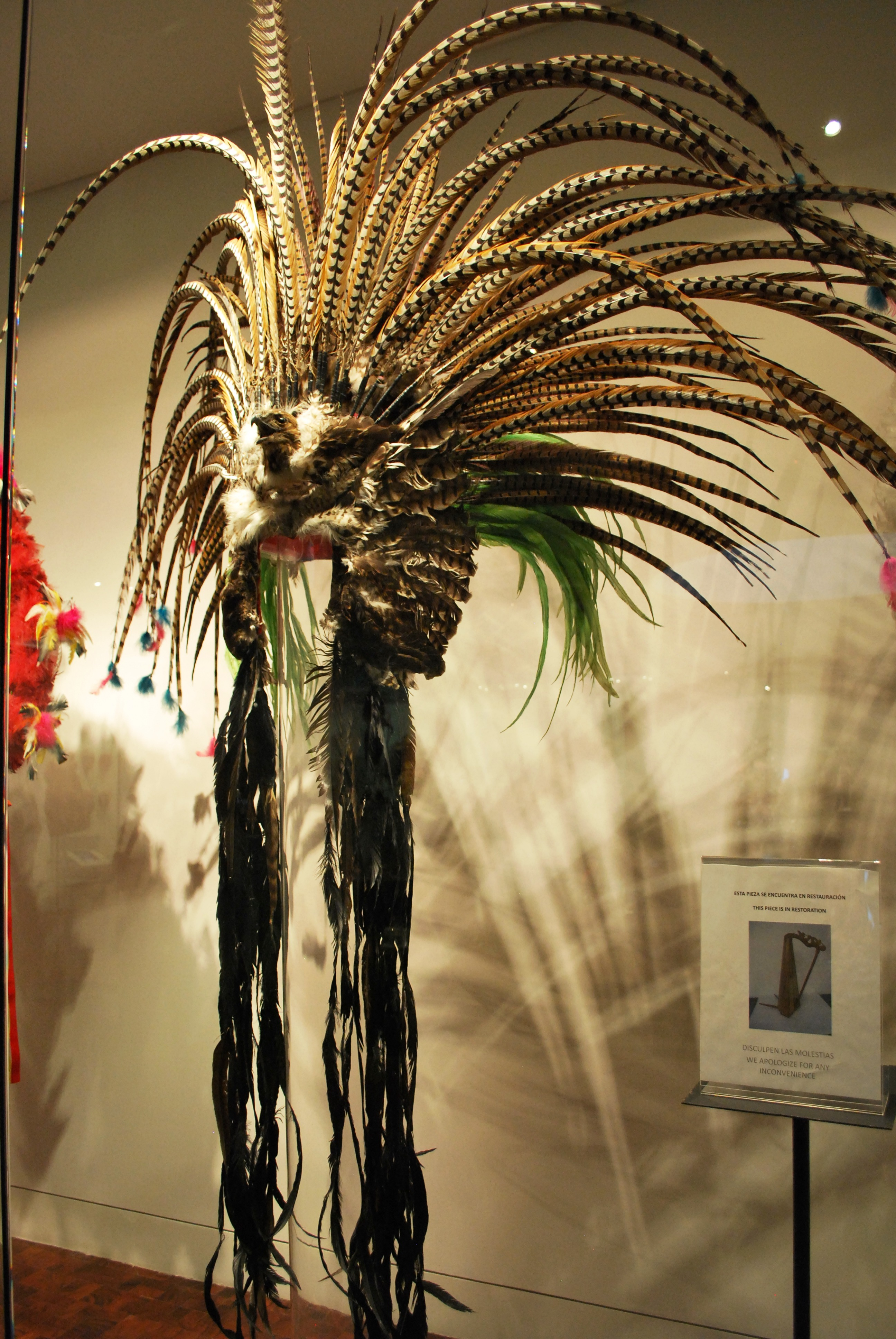
Coiffe pour la danse des Concheros au Museo de Arte Populaire à Mexico

La famille Olay est une famille qui continue à utiliser la technique artisanale. Cette tradition commence lorsque Gabriel Olay voyage avec un train mulet et chasse les oiseaux au cours de ses errances. Ensuite, un autochtone lui apprend les bases du travail à la plume. Il développe son métier puis le transmet à ses enfants et petits-enfants. La plupart des membres de la famille travaille sur des reproductions d'images pré-hispaniques. Son fils Gabriel Olay Olay crée de nombreux ouvrages sur la technique et vit à Tlalpujahua, au Michoacán. Quatre de ses œuvres font partie de la collection du centre culturel de Morelia et d’autres de divers musées de l’État de Michoacan. Son image de la Vierge de Guadalupe est offerte par le président mexicain Luis Echeverria au pape Jean XXIII et fait partie de la collection du Vatican. Le petit-fils Hans Matias Olay est spécialisé dans la reproduction des oiseaux et des fleurs que les Nahuas de Guerrero peignent sur du papier d'amate. En 1990, le Musée national d'anthropologie organise une exposition d'œuvres de Gabriel Olay Ramos et de ses sœurs Gloria et Esperanza. Olay Ramos vit à Mexico et utilise principalement des plumes de coq et de poule teintes de différentes couleurs. Les Olays essaient de conserver autant que possible la technique préhispanique, en évitant les plumes de paon et de faisan, car ils ne sont pas originaires du Mexique. Ils utilisent de la cire de Campeche pour fixer les plumes et du papier amate comme support.
Juan Carlos Ortiz, de Puebla, crée également des mosaïques en plumes, et Jorge Castillo, de Taxco, allie argent et plumes, sont également à citer.
L'utilisation la plus courante des plumes dans le Mexique moderne réside dans la création de costumes de danse traditionnels. Il s’agit notamment des coiffes pour danses telles que les Quetzales de Puebla et les Concheros jouées dans diverses parties du centre du Mexique. À Oaxaca, il y a la danse de la plume, qui utilise des plumes d'autruche teintes, et pour la danse de Calala, à Suchiapa, dans le Chiapas, le principal danseur utilise un éventail de plumes de dinde et de coq. Les plumes d'autruche sont les plus courantes dans les costumes de danse traditionnels, suivies des plumes de coq, de dinde et de poule. Malgré leur couleur vive, les plumes de paon sont rarement utilisées. Dans la plupart des cas, la signification symbolique des plumes est oubliée. Les Huichols constituent une exception notable, car ils ont conservé une grande partie de leur cosmologie d'origine.

## Des pièces deplumeríaremarquables
Malgré sa popularité de la fin de la période mésoaméricaine, au début de la période coloniale, peu de vestiges de cette technique subsistent jusqu'au XXIe siècle Une des raisons est le soin nécessaire pour maintenir les pièces. Il est important de connaître les caractéristiques de chaque type de plume à utiliser et de les conserver correctement. Les meilleures plumes à utiliser sont celles qui ont été muées, car elles contiennent moins de matières organiques et risquent moins de se détériorer. Un objet en plume peut durer indéfiniment s'il est conservé dans un boîtier hermétiquement fermé de gaz inerte, à humidité fixe, à l'obscurité et à basse température. Cependant, cela rend la pièce inobservable. Ces objets peuvent être exposés dans des galeries, des musées et des collections privées avec un minimum de pourrissement si la température et l'humidité sont contrôlées et que la lumière est réduite au minimum.
La pièce la plus connue est peut-être la coiffe dite de Montezuma. Malgré son nom, les recherches prouvent qu'elle n'était pas porté par l'empereur aztèque. Il s'agit probablement d'une image car elle ressemble à celle de Quetzalcóatl décrite dans le Codex Magliabechiano. L'original se trouve au Musée d'ethnologie de Vienne. Une réplique réalisée avec des techniques authentiques est réalisée pour le musée de l'anthropologie de Mexico.
En raison de l'envoi de nombreuses mosaïques de plumes fines en Europe, un certain nombre de pièces importantes se trouvent dans les musées et autres collections de ce continent. La plus ancienne pièce de plumes créée par des ouvriers autochtones chrétiens est la Messe de Saint-Grégoire au Musée des Jacobins à Auch, en France. Elle est commandée par Diego de Alvarado Huanitzin (en), membre converti de la famille de Moctezuma, et Pierre de Gand. Elle est probablement fabriquée par des artisans de San José de Belen de los Naturales. Elle est datée de 1539 et donné en cadeau au pape Paul III par Antonio de Mendoza, selon l’inscription, à la suite de la bulle papale déclarant l’indigène doté de raison et capable de participer pleinement aux rites catholiques. C'est probable que la pièce n'est jamais présentée au pape et son destin est inconnu. Cependant, elle est redécouvert en 1987, lorsqu'un revendeur de vêtements de seconde main la met aux enchères à Paris,. Une autre œuvre remarquable du XIXe siècle, intitulée « San Lucas peignant la Vierge », se trouve au musée de l’Homme à Paris. Elle est attribuée au peintre Juan Correa (en). Le vêtement est fait en plumes mais le visage et les mains ont été faits de peinture à l'huile.
Cependant, un certain nombre de pièces importantes de mosaïque de plumes subsistent au Mexique. « San Pedro » est une œuvre du XVIe siècle, trouvée à l'archevêché de Puebla et montre l'influence romaine dans le style. Une autre pièce à Puebla est un portrait de Juan de Palafox et Mendoza, qui protège les Indiens à Puebla. « La Piedad » (la pitié) est du XVIIe siècle et se trouve au Musée Franz Mayer (en). Il dépeint Marie avec Jésus mort sur ses genoux. Une autre pièce de ce musée est la « Virgen del Rosario » (Vierge du rosaire), datant du XVIIe siècle, avec l'imagerie du Rosaire importante pour contrer l'Islam et le protestantisme. Une image importante du XVIe siècle est « Salvator Mundi » au musée de Tepotzotlan (en). Il montre l'influence de l'iconographie byzantine, notamment des caractéristiques asiatiques. Aux quatre coins se trouvent des caractères cyrilliques répétés qui n'ont pas été déchiffrés. L'inscription « FILIUS » apparaît à droite alors qu'elle devrait être à gauche,.
Aucun exemple de tissu de plumes pré-conquête ne survit, et seuls quelques-uns survivent à la période coloniale. Les tissus importants de ce type comprennent deux manteaux de San Miguel Zinacantepec (en), le Huipil de La Malinche au musée d'anthropologie, le Tlamachayatl au musée ethnographique et historique de Rome et le Paño Novohispano au Museo Textil de Oaxaca,,. Tous ont des plumes ou des morceaux de plumes brodés ou torsadés en coton. Le Paño est un vestige de huipil avec des plumes tissées dans le tissu. Son dessin est très similaire à celui du huipil de la Malinche.
Les vêtements d'église, en particulier les mitres, peuvent être trouvés dans diverses collections en Europe, y compris au Vatican. L'église de Santa Maria in Vallicella de Rome, conserve deux ensembles de vêtements du XVIIIe siècle, des cadeaux du Mexique. Ceux-ci incluent deux mitres avec une base de papier de lin et de soie avec des plumes blanches collées dessus. Sur cette toile de fond, de petits morceaux de papier sont cousus, puis collés à des plumes colorées pour former des motifs floraux en guirlande.